# La Benâte
La Benâte – miejscowość i dawna gmina we Francji, w regionie Nowa Akwitania, w departamencie Charente-Maritime. W dniu 1 stycznia 2016 roku z połączenia dwóch ówczesnych gmin – La Benâte oraz Saint-Denis-du-Pin – utworzono nową gminę Essouvert. W 2013 roku populacja La Benâte wynosiła 426 mieszkańców. 